# Pisodonophis semicinctus
Pisodonophis semicinctus is een straalvinnige vissensoort uit de familie van slangalen (Ophichthidae). De wetenschappelijke naam van de soort is voor het eerst geldig gepubliceerd in 1848 door Richardson.